# Оґюст Крезе де Лессер
Барон Оґюст Крезе де Лессер (фр. Auguste Creuzé de Lesser; 3 жовтня 1771, Париж — 14 серпня 1839, там само) — французький поет, драматург, прозаїк, лібретист, політик.

## Біографія
Освіту здобув в Collège de Juilly. Одружився з донькою генерального відкупника (збирача королівських податків та інших непрямих податків на відкуп), страченого під час епохи терору на гільйотині за наказом революційного трибуналу Франції.
Служив секретарем у Шарля-Франсуа Лебрена, секретарем місії в Пармі, субпрефектом Отен (1802), префектом департаментів Шаранта (1814) і Еро (1817).
1804 року був членом Законодавчих корпусу, що встановив у Франції Першу Французьку імперію.
З 1814 — барон.

## Творчість

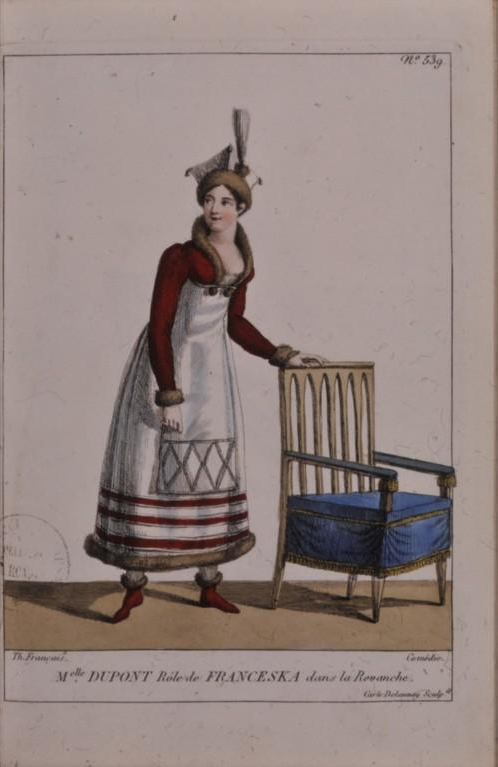
Ілюстрація до комедії «Помста» (1809)

Починав як поет, створюючи свої вірші під впливом поезії Ювенала і творів А. Тассоні.
Автор ряду творів, основні з яких — три героїчні поеми: «Amadis de Gaule» («Амадіс Гальський»), «Roland» («Роланд») і «La Table ronde» («Лицарі Круглого столу», 1813).
Його перу належать комічні вистави і опери, з яких найбільш відомі «M. Des Chalumeaux» (1806) і «le Nouveau seigneur du village» (1813), комедії, «la Revanche et le Secret du ménage»; «Les Annales d'une famille pendant 1800 ans» (1834).
До кінця свого життя видав трилогію під назвою «Лицарство, або Історії середньовіччя», в яку увійшли його героїчні поеми та інші вірші про романтичну епоху лицарства («Odéides»; «les Aventures du Cid»).

## Вибрана проза і поезія
- Satires de Juvénal, traduction en prose (Сатири Ювенала, переклад в прозі) (1790)
- Voyage en Italie et en Sicile, fait en 1 801 et 1802 року (Поїздка в Італію і Сицилію в 1801 і 1802 рік) (1806)
- Apologues (Апологети) (1825)
- De la Liberté, ou Résumé de l'histoire des républiques (Свобода, або резюме історії республік) (1832)
- Le Naufrage et le Désert (Корабельна аварія і пустелі) (1839)

## Вибрана драматургія
- La Revanche (Помста, комедія в трьох актах, спільно з Франсуа Роже) (1809)
- Le Diable à quatre, ou la Femme acariâtre (Чотири диявола або сварлива жінка, комічна опера в трьох діях) (1809)
- Le Prince et la Grisette (Принц і гризетки, комедія в трьох актах) (1832)

## посилання
- Creuzé de Lesser (Auguste)(фр.)